# Équipe d'Union soviétique masculine de handball
Cet article traite de l'équipe masculine. Pour l'équipe féminine, voir Équipe d'Union soviétique féminine de handball.
Maillots
L'équipe d'Union soviétique masculine de handball représentait la Fédération soviétique de handball lors des compétitions internationales, notamment aux Jeux olympiques et aux championnats du monde. 
Représentant la nation phare du handball à son époque, elle fut en 1982 la première de l'histoire à avoir remporté les deux compétitions majeures (JO et mondial). Elle fut rejointe par la Yougoslavie quatre ans plus tard. 
Cette équipe a disparu en 1992 à la suite de la dislocation de l'URSS. L'Équipe unifiée lui a succédé aux Jeux olympiques d'été de 1992 avant l'émergence des équipes de Russie, d'Ukraine ou encore de Biélorussie.

## Palmarès
- Jeux olympiques
  -  Champion en 1976, 1988, 1992[1]
  -  Finaliste en 1980
- Championnats du monde
  -  Champion en 1982
  -  Finaliste en 1978 et 1990
- Coupe du monde des nations
  - Vainqueur en 1979 (de), 1984 (de)
  - Troisième en 1971 (de)
- Supercoupe des nations
  - Vainqueur en 1981 (de), 1985 (de) et 1989 (de)
  - Deuxième en 1983 (de), 1987 (de), 1991 (de)
  - Troisième en 1979 (de)

## Parcours en compétitions internationales
| Année | Lieu                         | Classement |
| ----- | ---------------------------- | ---------- |
| 1972  | Munich, Allemagne de l'Ouest | 4e place   |
| 1976  | Montréal, Canada             | Champion   |
| 1980  | Moscou, Union soviétique     | Finaliste  |
| 1984  | Los Angeles, États-Unis      | Boycott    |
| 1988  | Séoul, Corée du Sud          | Champion   |
| 1992  | Barcelone, Espagne           | Champion   |

| Année | Lieu                 | Classement        |
| ----- | -------------------- | ----------------- |
| 1954  | Suède                | N'a pas participé |
| 1958  | Allemagne de l'Est   | N'a pas participé |
| 1961  | Allemagne de l'Ouest | N'a pas participé |
| 1964  | Tchécoslovaquie      | 5e place          |
| 1967  | Suède                | 4e place          |
| 1970  | France               | 9e place          |
| 1974  | Allemagne de l'Est   | 5e place          |
| 1978  | Danemark             | Finaliste         |
| 1982  | Allemagne de l'Ouest | Champion          |
| 1986  | Suisse               | 10e place         |
| 1990  | Tchécoslovaquie      | Finaliste         |

## Effectif des équipes

### Jeux olympiques 1976
L'effectif de l'Union Soviétique championne olympique 1976 est, :
- Alexandre Anpilogov
- Evgeni Chernichov
- Anatoli Fedioukine
- Valeri Gassi
- Vassili Iline
- Mikhaïl Ichtchenko
- Iouri Kidyaev
- Iouri Klimov
- Vladimir Kravtsov
- Sergueï Kouchniriouk
- Iouri Lahoutine
- Vladimir Maksimov
- Oleksandr Rezanov
- Mykola Tomyne

Entraineur : Anatoli Evtouchenko

### Jeux olympiques 1980
L'effectif de l'Union Soviétique vice-championne olympique 1980 est, :
- Alexandre Anpilogov
- Vladimir Belov
- Evgeni Tchernitchov
- Anatoli Fedioukine
- Mikhaïl Ichtchenko
- Alexandre Karchakevitch
- Youri Kidyaev
- Vladimir Kravtsov
- Sergueï Kouchniriouk
- Victor Makhorine
- Voldemaras Novickis
- Vladimir Repev
- Mykola Tomyne
- Alexeï Zhouk

Entraineur : Anatoli Evtouchenko 

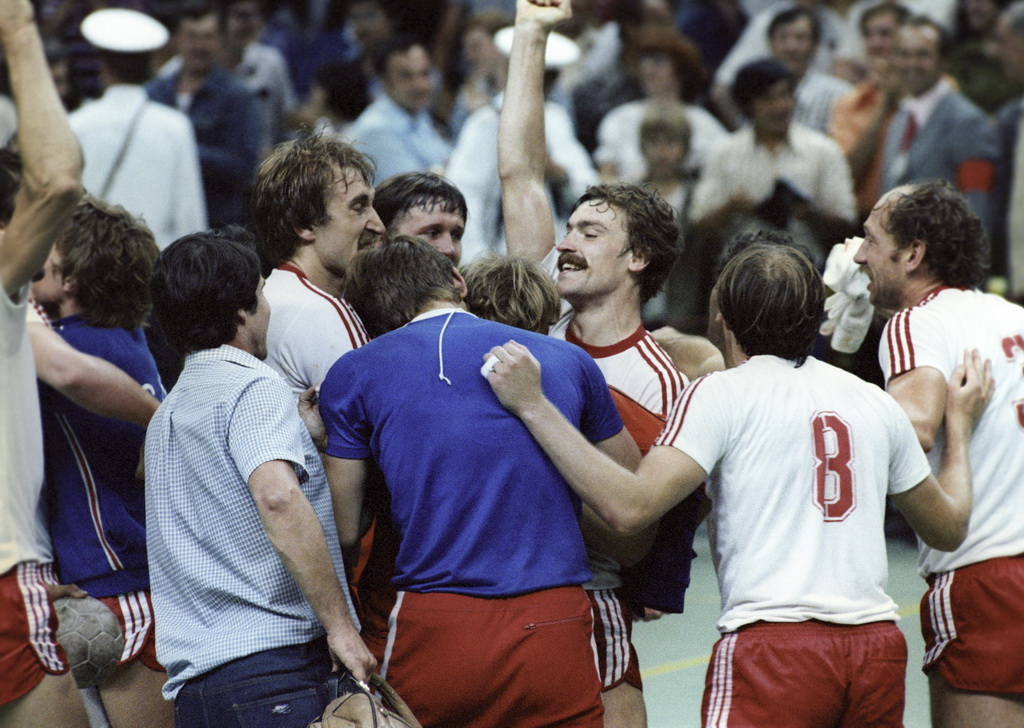
Les joueurs célèbrent leur victoire face à la Yougoslavie qui leur permet de jouer le titre olympique.
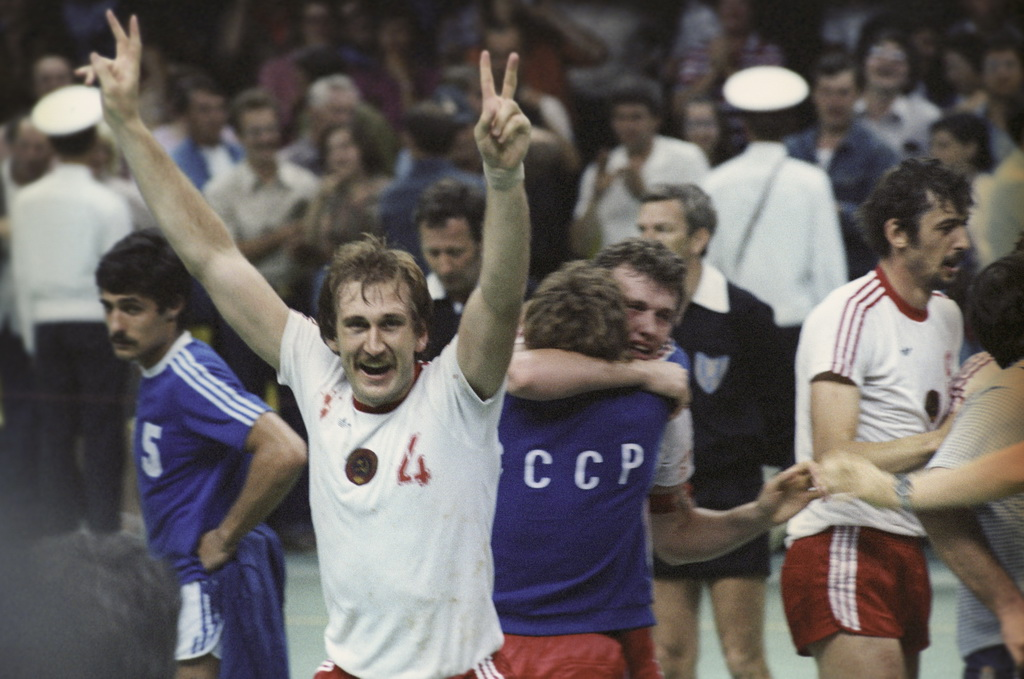
Sergueï Kouchniriouk, après la victoire face à la Yougoslavie.
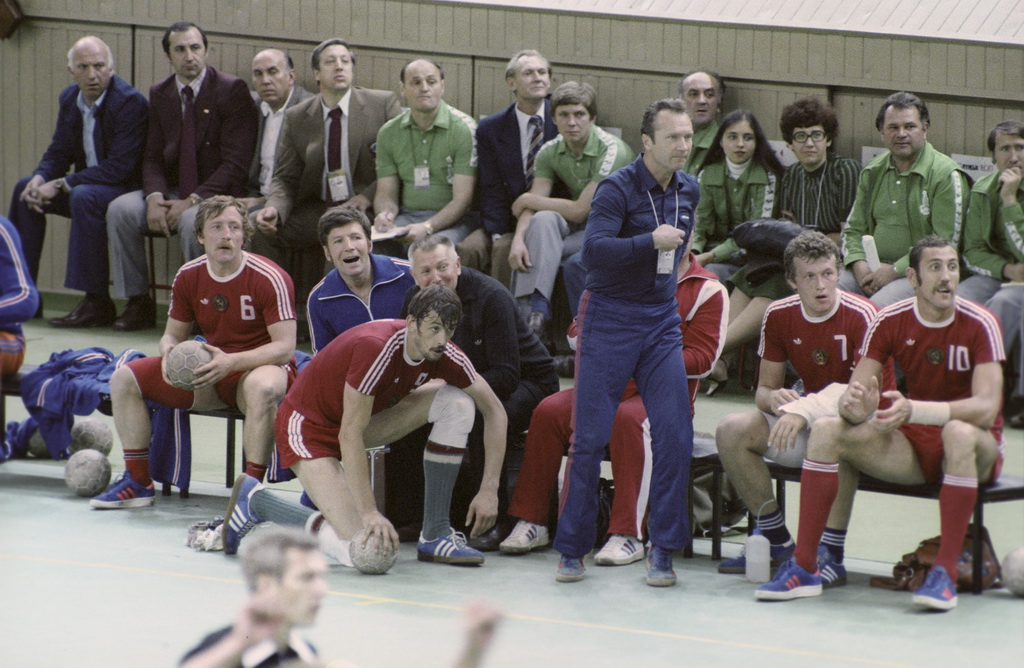
Le banc soviétique lors du match contre la Roumanie.

### Championnat du monde 1982
L'effectif de l'Union soviétique championne du monde 1982 est:
- Alexandre Chipenko
- Oleg Gagine
- Sergueï Kouchniriouk
- Vladimir Kravtsov
- Anatoli Fedioukine
- Mikhaïl Vassiliev
- Iouri Kidiayev
- Raimondas Valouzkas
- Mikhaïl Ichtchenko
- Alexandre Rimanov
- Alexandre Karchakevitch
- Vladimir Belov
- Alexandre Anpilogov
- Iouri Chevtsov
- Voldemaras Novickis

Entraineur : Anatoli Evtouchenko

### Jeux olympiques 1988

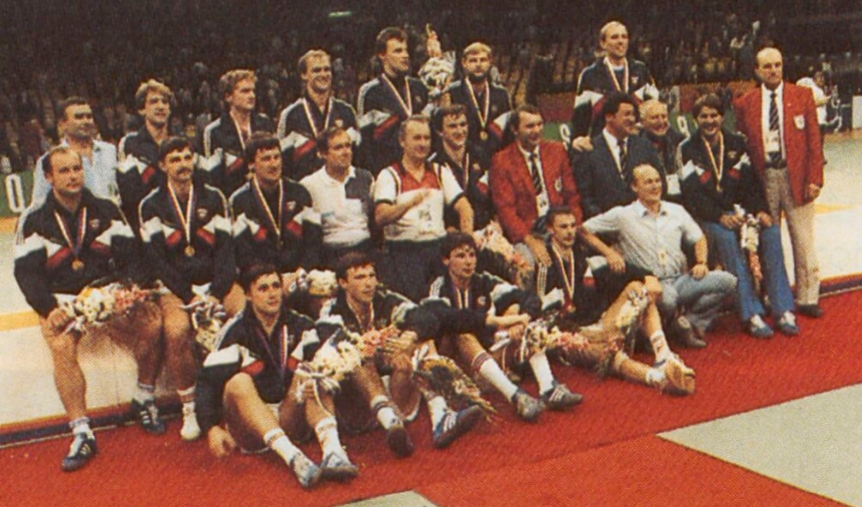
L'équipe championne olympique.

L'effectif de l'Union Soviétique championne olympique 1988 est, :
- Viatcheslav Atavine
- Constantine Charovarov
- Iouri Chevtsov
- Valeri Gopine
- Alexandre Karchakevitch
- Andreï Lavrov
- Iouri Nesterov
- Voldemaras Novickis
- Alexandre Rimanov
- Georgi Sviridenko
- Igor Tchoumak
- Alexandre Toutchkine
- Andreï Tyoumentsev
- Mikhaïl Vassiliev.

Entraineur : Anatoli Evtouchenko

### Jeux olympiques 1992
L'effectif de l'équipe unifiée championne olympique 1992 est :
- Andreï Barbachinski
- Sergueï Bebechko
- Talant Douïchebaïev
- Iouri Gavrilov
- Valeri Gopine
- Oleg Grebnev
- Mikhaïl Iakimovitch
- Oleg Kisselev
- Vassili Koudinov
- Andreï Lavrov
- Igor Tchoumak
- Igor Vassiliev.

Entraineur : Spartak Mironovitch

## Personnalités liées à la sélection

### Sélectionneurs
- Janis Grinbergas (de) : de 1963 à 1965
- Georgi Charachidze : de 1965 à 1968
- Janis Grinbergas (de) : de 1968 à 1970
- Anatoli Evtouchenko : 1969 à 1990
  - Spartak Mironovitch : adjoint de ? à 1990
- Spartak Mironovitch : de 1990 à 1992
  - Adjoint : Vladimir Maksimov : adjoint de 1990 à 1992

### Récompenses individuelles
- Vladimir Maksimov : meilleur buteur du Championnat du monde 1970 avec 31 buts
- Vladimir Belov : élu meilleur joueur du Championnat du monde 1982
- Andreï Lavrov : élu meilleur gardien de but des Jeux olympiques en 1988 et 1992
- Valeri Gopine : élu meilleur ailier gauche des Jeux olympiques en 1988 et 1992
- Alexandre Toutchkine : meilleur buteur du Championnat du monde 1990 avec 55 buts
- Talant Douïchebaïev : meilleur buteur avec 47 buts et élu meilleur demi-centre des Jeux olympiques en 1992

## Confrontations contre la France
| Rencontres | Victoires | Nuls | Défaites | Buts pour | Buts contre | Différence |
| ---------- | --------- | ---- | -------- | --------- | ----------- | ---------- |
| 26         | 2         | 1    | 23       | 513       | 683         | -170       |

Voir aussi Liste des matchs contre la Russie